# Liste der FFH-Gebiete in der Stadt Würzburg
Die Liste der FFH-Gebiete in der Stadt Würzburg zeigt die FFH-Gebiete der unterfränkischen Stadt Würzburg in Bayern.
Teilweise überschneiden sie sich mit bestehenden Natur-, Landschaftsschutz- und EU-Vogelschutzgebieten.
Im Landkreis befinden sich insgesamt drei und zum Teil mit anderen Landkreisen überlappende FFH-Gebiete.
| Fledermausquartiere in der Festung Marienberg | BW | 6225-303 WDPA: 555521410 | Würzburg                                          |  | ⊙ | 6,00     |  |
| Irtenberger und Guttenberger Wald             |    | 6225-372 WDPA: 555521412 | Landkreis Würzburg, Würzburg                      |  | ⊙ | 3.994,01 |  |
| Trockentalhänge im südlichen Maindreieck      | BW | 6326-371 WDPA: 555521461 | Landkreis Würzburg, Landkreis Kitzingen, Würzburg |  | ⊙ | 511,77   |  |
| Legende für Fauna-Flora-Habitat               |    |                          |                                                   |  |   |          |  |